# Marie Anne Mancini

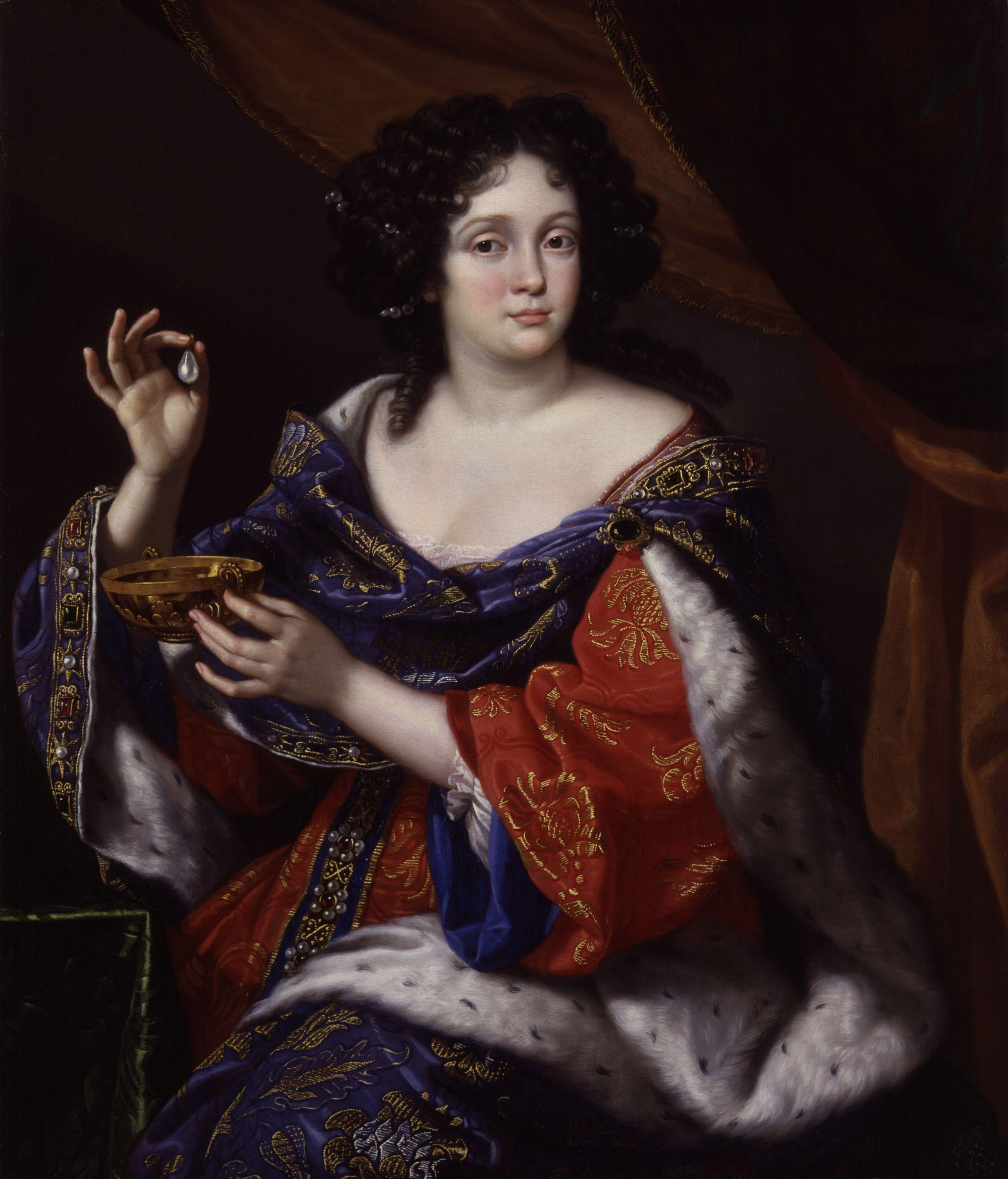
Marie-Anne Mancini

Marie Anne Mancini, född 1649 i Rom, död 20 juni 1715 i Paris, var en italiensk adelsdam, hertiginna de Bouillon. Hon var dotter till baron Lorenzo Mancini och Geronima Mazzarini och systerdotter till Frankrikes de facto regent kardinal Mazarin. Tillsammans med sina fyra systrar och två kvinnliga kusiner var hon känd som en av de så kallade "Mazarinettes" vid det franska hovet. Mancini är känd för sin inblandning i den berömda giftmordsaffären kring la Voisin 1679. Hon var La Fontaines mecenat.   

## Biografi
Marie Anne Mancini fördes tillsammans med sina systrar till det franska hovet av sin mor för att få statusmässigt fördelaktiga äktenskap arrangerade åt sig av sin morbror, som var inflytelserik över den franska regeringen. Även deras kusiner togs till hovet, och tillsammans kallades de sju flickorna mazarinettes. 
Marie Anne kom till hovet 1655, fem år efter sina systrar, och blev det franska hovets favorit. Hon beskrivs som vacker, utsvävande och kvick och blev en av centralgestalterna inom hovets nöjesliv, baler och amatörteater. Vid sin syster Laures död 1657 fick hon ta ansvaret för sina systersöner, som bara var några år yngre än henne själv, bland andra Louis-Joseph, hertig de Vendôme, som hon ska ha haft ett förhållande med och som troddes vara far till en av hennes söner.  

### Äktenskap
Vid sin morbrors dödsbädd 1661 mottog han ett frieri till henne från marskalk Turenne, som friade på en släkting, hertigens de Bouillons vägnar. Erbjudandet accepterades och Mancini vigdes vid Godefroy Maurice de La Tour d'Auvergne, hertig av Bouillon, i Paris i närvaro av kungafamiljen 1662. Hennes make beskrivs som en duktig men rå och okultiverad militär som ofta var frånvarande och lämnade henne att leva sitt eget liv, och hon öppnade en litterär salong Hôtel de Bouillon där hon agerade mecenat för konstnärer. 
Maken ska ha älskat henne och accepterat alla hennes äktenskapsbrott. Han vägrade att lyda sin familjs rekommendationer och spärra in henne i kloster för hennes kärleksaffärers skull, och då hon själv en gång frivilligt tillbringade en tid i kloster i fruktan för att annars gripas av hans familj efter en särskilt öppen kärleksaffär, bad han henne att återvända.   

### Giftmordsaffären
Vid den berömda giftmordsaffären kring la Voisin år 1679 anklagades hon av för att ha försökt förgifta sin make för att kunna gifta sig med sin systerson, Louis-Joseph, hertig de Vendôme.   
Paret ska ha besökt Adam Lesage och uttryckt denna önskan för honom. 
Rättegången hölls de 29 januari 1680. Hon infann sig hand i hand med sin make och sin älskare Vendôme och förklarade att hon hade infunnit sig endast i respekt för kungens rang och inte accepterade domstolens auktoritet. Hon uppgav att hon och Vendôme endast hade uttryckt en frivol och harmlös önskan för Lesage, och att de kunde fråga hennes make om han trodde att hon ville mörda honom, för han hade följt henne ända fram till dörren. 
Inga bevis kunde läggas fram mot henne, men kungen förvisade henne ändå till provinserna. Hon beundrades inom adeln för sitt kvicka och orädda försvar. Hon tillbringade en tid i Nérac i Pyrenéerna och tilläts återvända i mars 1681. Hon var dock inte väl sedd av kungen efter detta, och 1685 förvisades hon på fem års tid från huvudstaden och hovet. 1690 återtog hon sin plats i Parissocieteten, men besökte efter detta sällan hovet.